# Ukośnik
Ukośnik – znak pisarski mający postać ukośnej kreski. W zależności od tego, w którą stronę pochylony jest ukośnik, ma on różne nazwy:
/ – ukośnik, prawy ukośnik (z ang.: slash lub forward slash),
\ – ukośnik wsteczny, lewy ukośnik (z ang.: backslash),
⁄ – ukośnik ułamkowy (z ang.: fraction slash).

## Typowe przykłady użycia
- liczba/liczba – ukośnik oznacza tutaj „w”, a czytany jest jako „przez” lub „łamane przez”, np. w zapisie adresu („ul. Długa 102/11” – co czyta się: „ulica Długa sto dwa przez jedenaście”, co oznacza mieszkanie nr 11 w budynku 102), w numeracji posesji stosowany jest również w przypadkach, gdy budynek zajmuje kilka numerów, np. „ul. Długa 102/104”.
- liczba/liczba – symbol dzielenia, „poziomy” zapis ułamka zwykłego (np. {\displaystyle 5/4={\tfrac {5}{4}}=1{,}25}).
- liczba/liczba – przy numeracji stron (części) przykładowo zapis 5/12 oznacza piątą stronę (część) z dwunastu wszystkich.
- (przykładowy wyraz)/(przykładowy wyraz) – prawy ukośnik oznacza tu słowo „albo”. Przykładowo: „duży/mały” w rozwinięciu skrótu będzie równoznaczne z „duży albo mały”.

W języku polskim tworzenie skrótów poprzez użycie ukośnika jest błędem (np. zamiast „w/s” winno być „ws.”, zamiast „k/Warszawy” winno być „k. Warszawy”, zamiast „a/a” winno być „aa.” itd.).
W matematyce ukośnik używany jest jako symbol dzielenia:
| Znak | Unicode | Kod HTML | Kod HTML | Kod HTML | Nazwa unikodowa | Nazwa polska      |
| Znak | Unicode | encja    | hex      | dec      | Nazwa unikodowa | Nazwa polska      |
| ---- | ------- | -------- | -------- | -------- | --------------- | ----------------- |
| ⁄    | U+2044  | &frasl;  | &#x2044; | &#8260;  | FRACTION SLASH  | ukośnik ułamkowy  |
| ∕    | U+2215  |          | &#x2215; | &#8725;  | DIVISION SLASH  | ukośnik dzielenia |

## Przykłady w informatyce
- http://pl.wikipedia.org/ – prawy ukośnik jest używany w adresach URL dla zasobów internetowych, w adresach plików i folderów na dysku komputera w systemach uniksowych,
- C:\Documents and Settings\Użytkownik\Moje dokumenty – lewy ukośnik jest używany w adresach plików i folderów na dysku komputera m.in. w systemie Windows i MS-DOS,
- Ukośnika często używa się także w językach programowania takich jak Pascal czy C++ oraz w językach znaczników, takich jak HTML, XML czy BBCode.
- Ukośniki w pierwszym polu notacji Forsytha-Edwardsa oddzielają poszczególne linie na szachownicy, zaczynając od ósmej linii i kończąc na pierwszej.

W Unikodzie ukośnik występuje w wersjach:
| Znak | Unicode | Kod HTML | Kod HTML | Nazwa unikodowa           | Nazwa polska          |
| Znak | Unicode | hex      | dec      | Nazwa unikodowa           | Nazwa polska          |
| ---- | ------- | -------- | -------- | ------------------------- | --------------------- |
| /    | U+002F  | &#x2F;   | &#47;    | SOLIDUS                   | prawy ukośnik         |
| \    | U+005C  | &#x5C;   | &#92;    | REVERSE SOLIDUS           | lewy ukośnik          |
| ⧸    | U+29F8  | &#x29F8; | &#10744; | BIG SOLIDUS               | duży prawy ukośnik    |
| ⧹    | U+29F9  | &#x29F9; | &#10745; | BIG REVERSE SOLIDUS       | duży lewy ukośnik     |
| ／   | U+FF0F  | &#xFF0F; | &#65295; | FULLWIDTH SOLIDUS         | szeroki prawy ukośnik |
| ＼   | U+FF3C  | &#xFF3C; | &#65340; | FULLWIDTH REVERSE SOLIDUS | szeroki lewy ukośnik  |